# Cypriotisch voetbalkampioenschap 1990/91
In 1990/91 werd het 53e Cypriotische voetbalkampioenschap gespeeld. Apollon Limassol won de competitie voor alle eerste keer.

## Stadions
| Club          | Stadion                      |
| ------------- | ---------------------------- |
| AEL           | Tsirion Stadium              |
| Alki          | GSZ Stadion                  |
| Anorthosis    | Antonis Papadopoulosstadion  |
| APEP Pitsilia | Kyperounda Municipal Stadium |
| APOEL         | Makariostadion               |
| Apollon       | Tsirion Stadium              |
| APOP          | Pafiako Stadium              |
| Aris          | Tsirion Stadium              |
| Enosis        | Paralimni Municipal Stadium  |
| EPA           | GSZ Stadion                  |
| Nea Salamina  | Antonis Papadopoulosstadion  |
| Olympiakos    | GSP Stadion                  |
| Omonia        | Makariostadion               |
| Pezoporikos   | GSZ Stadion                  |

## Stand
| Pos | Team                      | Wed | W  | G  | V  | Ptn | DV | DT | +/− | Kwalificatie of degradatie                            |
| --- | ------------------------- | --- | -- | -- | -- | --- | -- | -- | --- | ----------------------------------------------------- |
| 1   | Apollon Limassol (C)      | 26  | 19 | 6  | 1  | 44  | 60 | 20 | +40 | Gekwalificeerd voor Eerste ronde Europacup I 1991/92  |
| 2   | Anorthosis Famagusta      | 26  | 18 | 5  | 3  | 41  | 42 | 14 | +28 | Gekwalificeerd voor Eerste ronde UEFA Cup 1991/92     |
| 3   | APOEL                     | 26  | 13 | 9  | 4  | 35  | 48 | 23 | +25 |                                                       |
| 4   | Omonia                    | 26  | 12 | 7  | 7  | 31  | 41 | 22 | +19 | Gekwalificeerd voor Eerste ronde Europacup II 1991/92 |
| 5   | AEL Limassol              | 26  | 10 | 8  | 8  | 28  | 36 | 36 | 0   |                                                       |
| 6   | Nea Salamis Famagusta     | 26  | 9  | 9  | 8  | 27  | 38 | 31 | +7  |                                                       |
| 7   | Pezoporikos Larnaca       | 26  | 8  | 11 | 7  | 27  | 35 | 28 | +7  |                                                       |
| 8   | Aris Limassol             | 26  | 9  | 6  | 11 | 24  | 33 | 40 | −7  |                                                       |
| 9   | Alki Larnaca              | 26  | 8  | 8  | 10 | 24  | 32 | 40 | −8  |                                                       |
| 10  | EPA Larnaca               | 26  | 7  | 10 | 9  | 24  | 29 | 37 | −8  |                                                       |
| 11  | Olympiakos Nicosia        | 26  | 7  | 9  | 10 | 23  | 36 | 37 | −1  |                                                       |
| 12  | Enosis Neon Paralimni (O) | 26  | 7  | 7  | 12 | 21  | 33 | 45 | −12 | Degradatie play offs.                                 |
| 13  | APOP Paphos (R)           | 26  | 1  | 4  | 21 | 6   | 20 | 63 | −43 | Degradatie naar B' Kategoria 1991/92                  |
| 14  | APEP Pitsilia (R)         | 26  | 3  | 3  | 20 | 5   | 18 | 65 | −47 | Degradatie naar B' Kategoria 1991/92                  |

1. ↑  APEP Pitsilia heeft 4 punten vermindering gekregen.

## Resultaten
| Thuis \ Uit   | AEL | ALK | ANR | APE | APN | APL | APP | ARS | ENP | EPA | NSL | OLY | OMO | POL |
| ------------- | --- | --- | --- | --- | --- | --- | --- | --- | --- | --- | --- | --- | --- | --- |
| AEL           |     | 4–0 | 1–2 | 1–0 | 2–2 | 0–2 | 1–0 | 4–0 | 2–2 | 1–0 | 2–1 | 2–2 | 1–1 | 2–2 |
| Alki          | 0–1 |     | 0–1 | 3–1 | 0–0 | 1–1 | 2–1 | 1–0 | 3–2 | 1–1 | 2–1 | 1–1 | 0–3 | 1–3 |
| Anorthosis    | 1–1 | 1–0 |     | 2–0 | 2–0 | 3–0 | 5–0 | 2–0 | 3–1 | 4–0 | 0–0 | 0–0 | 0–0 | 1–0 |
| APEP Pitsilia | 1–1 | 3–5 | 1–2 |     | 0–3 | 1–1 | 2–1 | 0–3 | 0–2 | 0–0 | 2–3 | 0–4 | 1–2 | 1–0 |
| APOEL         | 4–1 | 4–0 | 1–2 | 3–0 |     | 1–1 | 4–0 | 2–0 | 0–0 | 3–0 | 1–1 | 1–0 | 1–1 | 1–0 |
| Apollon       | 1–0 | 0–0 | 3–1 | 3–0 | 2–2 |     | 2–0 | 5–1 | 3–0 | 5–2 | 5–2 | 2–0 | 1–1 | 3–1 |
| APOP          | 0–1 | 3–3 | 0–2 | 0–1 | 2–4 | 1–2 |     | 0–4 | 2–3 | 1–1 | 0–1 | 0–0 | 2–4 | 1–0 |
| Aris          | 4–3 | 1–1 | 1–0 | 1–0 | 4–1 | 0–5 | 2–0 |     | 1–1 | 1–1 | 1–1 | 4–1 | 0–2 | 1–1 |
| ENP           | 1–1 | 2–1 | 0–1 | 6–1 | 1–4 | 0–2 | 2–1 | 2–1 |     | 0–1 | 1–1 | 2–1 | 0–2 | 1–1 |
| EPA           | 0–1 | 2–1 | 0–2 | 5–2 | 1–1 | 0–2 | 4–1 | 1–0 | 3–2 |     | 0–0 | 1–1 | 1–0 | 0–0 |
| Nea Salamis   | 5–1 | 1–3 | 0–1 | 4–0 | 1–0 | 1–3 | 1–1 | 3–0 | 4–0 | 1–1 |     | 1–1 | 2–1 | 1–2 |
| Olympiakos    | 1–2 | 2–3 | 0–2 | 2–1 | 0–2 | 1–2 | 4–2 | 0–0 | 3–1 | 2–2 | 3–1 |     | 1–0 | 2–2 |
| Omonia        | 1–0 | 0–0 | 4–1 | 3–0 | 1–2 | 0–2 | 6–0 | 0–2 | 2–0 | 3–2 | 0–1 | 2–0 |     | 1–1 |
| Pezoporikos   | 3–0 | 1–0 | 1–1 | 5–0 | 1–1 | 1–2 | 2–1 | 3–1 | 1–1 | 2–0 | 0–0 | 1–4 | 1–1 |     |

### Degradatie play off
12e geplaatste team Enosis Neon Paralimni stond tegenover het derde geplaatste team van de B' Kategoria 1990/91 Ethnikos Achna, in een twee- legged play-off voor één plek in de B' Kategoria 1991/92. Enosis Neon Paralimni won beide wedstrijden en verzekerde zich van een plaats in de Cypriotisch voetbalkampioenschap 1991/92.
- Enosis Neon Paralimni 4–0 Ethnikos Achna
- Ethnikos Achna 1–3 Enosis Neon Paralimni

## Topscores
| Rank | Spelers                | Club             | Doelpunten |
| ---- | ---------------------- | ---------------- | ---------- |
| 1    | Suad Beširević         | Apollon Limassol | 19         |
| 1    | Panayiotis Xiourouppas | AC Omonia        | 19         |

## Kampioen
| 1990/91                              |
| Cyprus                               |
| ------------------------------------ |
| Apollon Limassol Kampioen (1° titel) |

1934/35 · 1935/36 · 1936/37 · 1937/38 · 1938/39 · 1939/40 · 1940/41 · 1941/42 · 1942/43 · 1943/44 ·  1944/45 · 1945/46 · 1946/47 · 1947/48 · 1948/49 · 1949/50 · 1950/51 · 1951/52 · 1952/53 · 1953/54 · 1954/55 · 1955/56 · 1956/57 · 1957/58 · 1958/59 ·  1959/60 · 1960/61 · 1961/62 · 1962/63 · 1963/64 · 1964/65 · 1965/66 · 1966/67 · 1967/68 · 1968/69 · 1969/70 · 1970/71 · 1971/72 · 1972/73 · 1973/74 · 1974/75 · 1975/76 · 1976/77 · 1977/78 · 1978/79 · 1979/80 · 1980/81 · 1981/82 · 1982/83 · 1983/84 · 1984/85 · 1985/86 · 1986/87 · 1987/88 · 1988/89 · 1989/90 · 1990/91 · 1991/92 · 1992/93 · 1993/94 · 1994/95 · 1995/96 · 1996/97 · 1997/98 · 1998/99 · 1999/00 · 2000/01 · 2001/02 · 2002/03 · 2003/04 · 2004/05 · 2005/06 · 2006/07 · 2007/08 · 2008/09 · 2009/10 · 2010/11 · 2011/12 · 2012/13 · 2013/14 · 2014/15 · 2015/16 · 2016/17 · 2017/18 · 2018/19 · 2019/20 · 2020/21 · 2021/22